# スポーツドミンゴ
『スポーツドミンゴ』（SPORTS DominGo!）は、2011年4月3日から2012年3月12日までNHK BS1で放送されたスポーツの情報番組である。毎週日曜日の23時台に放送された。

## 番組概要
2011年4月1日に放送を開始したNHK BS1において、新たに放送を開始したスポーツ番組である。番組タイトルである「ドミンゴ」とは、スペイン語で日曜日を意味する。
旧BS1から継続されている『MLBハイライト』や『Jリーグタイム』、総合テレビの『サンデースポーツ』などスポーツの結果を伝えるスポーツニュースとは違い、スポーツニュースではあまり伝えない競技を毎週一つ取り上げて、そのスポーツの魅力を追及していくのが番組コンセプトである。また、毎週1人のアスリートに密着するコーナーも設けた。
番組では、日本代表経験者など4人の元アスリートがキャスターとして週替りで出演するのも特徴である。番組最後にはNHK（BS・総合・Eテレ）での主なスポーツ中継の予定も伝える。

## 出演者
キャスター（司会）
- 杉岡英樹（NHKアナウンサー）

アスリートキャスター
いずれも週替りで出演。
- 高橋みゆき（元バレーボール日本女子代表。出演期間中に現役復帰をし、当番組キャスターは休養扱いとなった。）
- 杉山愛（元プロテニスプレイヤー）
- 清水宏保（元スピードスケート選手）
- 大畑大介（元ラグビー日本代表）

## 放送時間
- 日曜日 23:00 - 23:30（JST）
不定期にスポーツ中継がある場合は番組が休止する。

## 主なコーナー
ドミンゴeye
毎週一つのスポーツ競技に着目するコーナーで、週替りのアスリートキャスターがコーナーを担当する。また、不定期にスタジオでのインタビューも行われる。
PICK UP アスリート
1人のアスリートあるいはチーム1組に密着するコーナー。

## スタッフ
- 制作：NHKグローバルメディアサービス
- 制作協力：東京ビデオセンター
- 制作・著作：NHK